# 1971

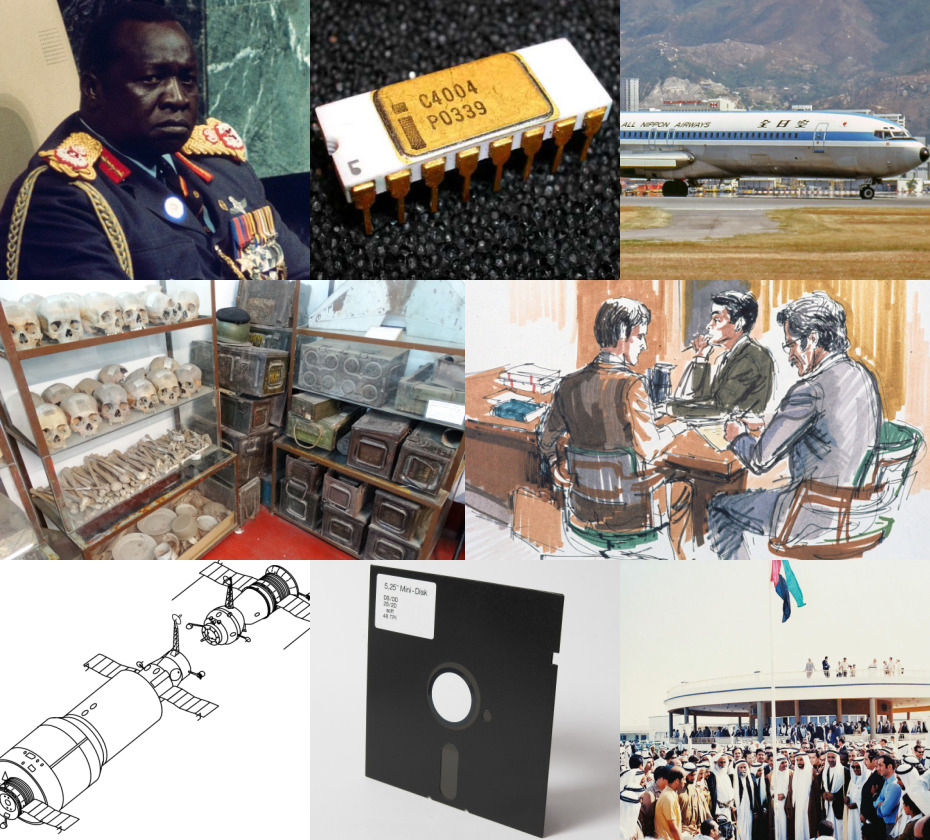

1971 (MCMLXXI) là một năm thường bắt đầu vào Thứ sáu của lịch Gregory, năm thứ 1971 của Công nguyên hay của Anno Domini, the năm thứ 971  của thiên niên kỷ 2, năm thứ 71  của thế kỷ 20, và năm thứ  2   của thập niên 1970. 

## Sự kiện

### Tháng 2
- 8 tháng 2: Quân đội Việt Nam Cộng Hòa tiến vào Lào để cắt đứt đường mòn Hồ Chí Minh trong một thời gian ngắn, mở đầu chiến dịch Lam Sơn 719
- 10 tháng 2: Trung Quốc và Nigeria thiết lập quan hệ ngoại giao

### Tháng 3
- 9 tháng 3: Nguyễn Văn Thiệu hạ lệnh rút quân khỏi Lào
- 12 tháng 3: Thổ Nhĩ Kỳ xảy ra binh biến
- 24 tháng 3: Kết thúc chiến dịch Lam Sơn 719
- 25 tháng 3: Chiến tranh Ấn Độ - Pakistan lần thứ ba
- 26 tháng 3: Thành lập nước cộng hòa Bengal.

### Tháng 4
- 3 tháng 4: Kamen Rider chính thức lên sóng với loạt phim đầu tiên là Kamen Rider.
- 10 tháng 4: Trung Quốc và Hoa Kỳ triển khai ngoại giao.
- 19 tháng 4: Thành lập nước cộng hòa Sierra Leone.

### Tháng 8
- 4 tháng 8: Trung Quốc và Thổ Nhĩ Kỳ thiết lập quan hệ ngoại giao.
- 12 tháng 8: Hình thành trận lụt đồng bằng sông Hồng

### Tháng 9
- 3 tháng 9: Đồng thuận tứ cường Berlin được ký kết bởi Anh, Pháp, Mỹ, Liên Xô.

### Tháng 10
- 25 tháng 10: Đại hội đồng Liên Hợp Quốc thông qua Nghị quyết 2758, thừa nhận Cộng hòa Nhân dân Trung Quốc là chính thể hợp pháp duy nhất ở Trung Quốc.

### Tháng 12
- 3 tháng 12: Pakistan tiến hành công kích vào sân bay của Ấn Độ ở Kashmir
- 4 tháng 12: Pakistan tấn công trên bộ, Ấn Độ đáp trả
- 7 tháng 12: Trung Quốc và Senegalia thiết lập quan hệ ngoại giao.
- 16 tháng 12: Khối phía đông thừa nhận Bengal
- 17 tháng 12: Ấn Độ và Pakistan tuyên bố ngừng bắn.

## Sinh

### Tháng 1
- 1 tháng 1: Đông Đào, nữ ca sĩ Việt Nam
- 11 tháng 1: Mary J. Blige, nữ ca sĩ R&B Mỹ
- 17 tháng 1: Youki Kudoh, nữ diễn viên, ca sĩ Nhật Bản
- 26 tháng 1: Nguyễn Phương Hằng (Nguyễn Thị Thanh Tuyền), nữ doanh nhân người Việt Nam
- 27 tháng 1: Cindy Thái Tài (Nguyễn Thái Tài), ca sĩ, diễn viên chuyển giới người Việt Nam

### Tháng 2
- 4 tháng 2: Eric Garcetti, đại sứ Hoa Kỳ tại Cộng hòa Ấn Độ

### Tháng 4
- 16 tháng 4: Selena Quintanilla-Pérez, nữ ca sĩ Latino-Mỹ (m. 1995)

### Tháng 5
- 27 tháng 5: Lisa Lopes, nữ rapper, ca sĩ Mỹ (m. 2002)
- 30 tháng 5: Idina Menzel, nữ diễn viên, ca sĩ Mỹ

### Tháng 6
- 1 tháng 6: Ghil'ad Zuckermann
- 5 tháng 6: Mark Wahlberg, nam ca sĩ, diễn viên Mỹ
- 16 tháng 6: Tupac Shakur, rapper Mỹ (m. 1996)
- 21 tháng 6: Bùi Bích Phương, Hoa hậu Việt Nam 1988
- 28 tháng 6: Elon Reeve Musk, một doanh nhân và nhà đầu tư Mỹ

### Tháng 7
- 1 tháng 7: Missy Elliott, nữ rapper Mỹ
- 14 tháng 7: Hà Uyển Doanh, nữ ca sĩ Hồng Kông

### Tháng 8
- 20 tháng 8: Trịnh Kim Chi, Á hậu Việt Nam 1994
- 31 tháng 8: Chris Tucker, nam diễn viên Mỹ

### Tháng 9
- 18 tháng 9: Jada Pinkett Smith, nữ diễn viên Mỹ
- 30 tháng 9: Jenna Elfman, nữ diễn viên Mỹ

### Tháng 10
- 2 tháng 10
  - Đàm Vĩnh Hưng, nam ca sĩ Việt Nam
  - Tiffany Darwish, nữ ca sĩ, diễn viên Mỹ
- 4 tháng 10: Thang Bảo Như, nữ ca sĩ, diễn viên và người dẫn chương trình truyền hình Hồng Kông
- 20 tháng 10:
  - Snoop Dogg, ca sĩ Rap người Mỹ
  - Dannii Minogue, nữ ca sĩ Pop-Australia

### Tháng 11
- 5 tháng 11: Lương Hán Văn, ca sĩ, nhạc sĩ, nhà sản xuất thu âm, diễn viên và người dẫn chương trình truyền hình Hồng Kông
- 25 tháng 11: Christina Applegate, nữ diễn viên Mỹ

### Tháng 12
- 17 tháng 12: Diễm Liên, nữ ca sĩ người Mỹ gốc Việt
- 24 tháng 12: Ricky Martin, nam ca sĩ, diễn viên, nhà văn Puerto Rico
- 25 tháng 12: Justin Trudeau, nhà chính trị người Canada

## Mất

### Tháng 6
- 13 tháng 6 – Siarhiej Vosipavič Prytycki, nguyên thủ quốc gia Byelorussia Xô viết (s. 1913).[1]

### Tháng 7
- 3 tháng 7 – Jim Morrison, ca sĩ người Mỹ (sinh 1943)

### Tháng 9
11 tháng 9 - Nikita Sergeyevich Khrushchev, Tổng bí thư Đảng Cộng sản Liên Xô (s. 1894)

### Tháng 12
- 28 tháng 12 – Max Steiner, nhà soạn nhạc Mỹ gốc Áo, được mệnh danh là "cha đẻ nhạc phim"[3] (sinh 1888)

## Giải Nobel
- Hóa học - Gerhard Herzberg
- Văn học - Pablo Neruda
- Hòa bình - Willy Brandt
- Vật lý - Dennis Gabor
- Y học - Earl W. Sutherland, Jr
- Kinh tế - Simon Kuznets